# Ptecticus nebulifer
Ptecticus nebulifer är en tvåvingeart som beskrevs av James 1941. Ptecticus nebulifer ingår i släktet Ptecticus och familjen vapenflugor. Inga underarter finns listade i Catalogue of Life.